# Erlinsbach (Argovia)
Erlinsbach es una comuna suiza del cantón de Argovia, ubicada en el distrito de Aarau. Limita al norte con las comunas de Kienberg y Oberhof, al este con Küttigen, al sureste con Aarau, y al sur y oeste con Erlinsbach.